# Саунин, Владимир Иванович
Владимир Иванович Саунин (укр. Володимир Іванович Саунін; род. 28 декабря 1940, Сталино) — советский самбист, дзюдоист и борец вольного стиля, чемпион СССР и мира по самбо, чемпион и призёр чемпионатов СССР и Европы по дзюдо, призёр чемпионата Европы по вольной борьбе, Заслуженный мастер спорта СССР по дзюдо, мастер спорта СССР международного класса по самбо и вольной борьбе, заслуженный работник физической культуры и спорта Украины, генеральный директор Украинской спортивной федерации «Универсальный бой». Выступал в супертяжёлой весовой категории (свыше 100 кг) Тренировался под руководством заслуженного тренера СССР Я. И. Волощука.

## Спортивные результаты
- Чемпионат СССР по самбо 1961 года — ;
- Чемпионат СССР по самбо 1965 года — ;
- Чемпионат СССР по самбо 1967 года — ;
- Чемпионат СССР по самбо 1969 года — ;
- Чемпионат СССР по самбо 1971 года — ;
- Чемпионат СССР по самбо 1973 года — ;
- Чемпионат СССР по самбо 1974 года — ;
- Чемпионат СССР по самбо 1976 года — ;
- Чемпионат СССР по самбо 1977 года — ;
- Чемпионат СССР по самбо 1978 года — ;
- Абсолютный чемпионат СССР по самбо 1978 года — ;